# Antilopenhase

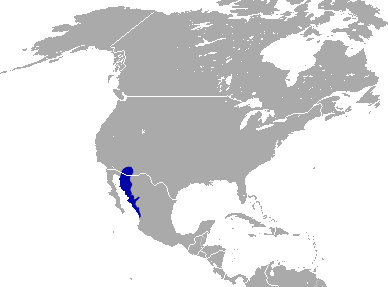
Verbreitungskarte des Antilopenhasen

Der Antilopenhase (Lepus alleni) gehört zur Gattung der Echten Hasen innerhalb der Familie der Hasen (Leporidae). Dieser Hase zeigt beim Wegrennen die weiße Unterseite des Schwanzes. Mit diesem Verhalten ähnelt er dem Gabelbock, der in Amerika als Antilope bezeichnet wird. So kam die Art zu ihrem Namen. Der wissenschaftliche Artname ehrt den Zoologen Joel Asaph Allen (1838–1921).
Antilopenhasen sind im südlichen Arizona und im nordwestlichen Mexiko verbreitet. Sie zählen mit bis zu 67 Zentimeter Länge und fünf Kilogramm Gewicht zu den größten und schwersten Hasen. Ihr Fell ist an der Oberseite sandgrau, wobei sich die weißliche Färbung des Bauches weiter nach oben erstreckt als bei anderen Hasenarten. Er hat auch auffallend lange Ohren, diese können bis zu 17,3 Zentimeter lang werden.
Ihr Lebensraum sind trockene, mit Büschen oder Kakteen bestandene Regionen. Tagsüber ruhen sie in Erdmulden, um vorwiegend in der Abend- und Morgendämmerung auf Nahrungssuche zu gehen. Sie graben keine Baue, sondern fliehen vor Fressfeinden mit großer Geschwindigkeit und hohen Sprüngen. Ihre Nahrung besteht aus Gräsern, Mesquiten und Kakteen.
Antilopenhasen können sich das ganze Jahr über fortpflanzen, mehrmals im Jahr bringt das Weibchen rund zwei bis vier Jungtiere zur Welt. Wie bei allen Echten Hasen kommen Neugeborene mit offenen Augen und behaart auf die Welt und sind Nestflüchter. Schon nach einem Monat werden sie entwöhnt.
Sie werden zwar manchmal gejagt, weil sie über Felder und Jungbäume herfallen, dennoch sind die Populationen der Antilopenhasen stabil. Trotz ihres kleinen Verbreitungsgebietes zählen sie nicht zu den bedrohten Arten.